# Ferdinando Maria Perrone
Ferdinando Maria Perrone (Alessandria, 10 gennaio 1847 – Genova, 9 giugno 1908) è stato un imprenditore e patriota italiano.

## Biografia
Nato nel 1847 in una famiglia del ceto medio subalpino, trascorre l'adolescenza senza portare a termine un regolare corso di studi superiore.
Arruolandosi come garibaldino nella campagna del 1866, ricevendone una decorazione al valore, nel 1873 entrò in rapporto con l'economista Luigi Luzzatti iniziando nel contempo a svolgere attività pubblicistica e politica. Dal suo matrimonio con Cleonice Omati (1857-1935), avvenuto nel 1876, nacquero i figli Pio (31 ottobre 1876 - 16 gennaio 1952) e Mario (1º gennaio 1878 - 29 novembre 1968).

### Imprenditore in Argentina
Nel 1884 Perrone si trasferisce in Argentina dove si afferma come imprenditore e rappresentante dell'Ansaldo di Genova, per la quale nel 1895 vende l'incrociatore Garibaldi. Nel 1885 si stabilisce a Buenos Aires, dove si era già consolidata una robusta comunità di italiani. In Argentina si occupa di aziende vinicole, scrive sui principali giornali del Paese e costruisce una fitta rete di relazioni con politici e uomini d'affari. Nel 1894, su sollecitazione del cognato Antonio Omati, ingegnere e dirigente industriale dell'Ansaldo, allora di proprietà dei fratelli Bombrini, diviene rappresentante per l'Argentina dell'impresa genovese, che grazie alla mediazione di Perrone riesce a vendere al governo del Paese sudamericano un incrociatore corazzato. Nel 1895 ottiene l'incarico di rappresentare l'Ansaldo nell'America del Sud e in Messico e, a partire dal 1896, fa la spola tra Italia e America.

### Acquisto del quotidiano genovese Il Secolo XIX
Nel 1897 rileva da Carlo Bombrini ed il figlio Giovanni, allora proprietari dell'Ansaldo, la proprietà del quotidiano genovese «Il Secolo XIX» che acquisirono da Pietro Mosetig. Rapporti di lavoro con la grande impresa industriale, presenza attiva sul mercato internazionale delle navi da guerra (e confronto obbligato, e istruttivo, con la realtà dei grandi produttori navalmeccanici esteri), impegno diretto nel mondo della stampa e relazioni con la politica: Perrone, nel pieno della sua maturità, acquisisce ulteriori conoscenze e competenze e sviluppa le sue notevoli capacità relazionali. Tutto ciò gli serve per ascendere all'inizio del Novecento al vertice dell'Ansaldo.

### Ansaldo
Nel 1902 entra nella società Ansaldo, diventandone unico proprietario due anni dopo. Al suo nome si legherà la storia dell'azienda per tutto il primo ventennio del XX secolo. Il capitano d'industria persegue - in una maniera assolutamente originale per l'epoca - l'obiettivo della completa autonomia produttiva sia nel campo della siderurgia sia in quello degli armamenti che proprio in quegli anni divenivano la principale attività dell'azienda genovese.
Ferdinando Maria Perrone si impegnò in un intenso processo di integrazione verticale della sua azienda nell'economia nel tempo: nel 1918 l'Ansaldo poteva contare su oltre 80.000 dipendenti e sul controllo di numerose società tra cui A. Cerpelli & C., Banca Industriale Italiana, Cantieri Officine Savoia, Dinamite Nobel, Gio. Fossati & C., Lloyd Italiano, Nazionale di Navigazione, Fabbrica Aeroplani Ing. O. Pomilio, Società Idroelettrica Negri, Società Piemontese Automobili (SPA) e Transatlantica Italiana; poteva disporre di decine di stabilimenti.
Con la proprietà dei Perrone il capitale sociale dell'Ansaldo passò da 30 a 500 milioni di lire nei soli cinque anni della prima guerra mondiale (1914-1918). La crisi post-bellica del 1921 portò al rilevamento dell'Ansaldo da parte di un consorzio di salvataggio promosso dalla Banca d'Italia. Diretta conseguenza fu un ridimensionamento delle strategie e delle strutture dell'impresa diretta da Perrone. Da allora venne a cessare ogni suo impegno in campo industriale mentre continuò quello nell'ambito editoriale, concretizzatasi fra l'altro con l'acquisizione dello storico quotidiano di Genova, Il Secolo XIX, ancor oggi controllato dagli eredi della famiglia Perrone. Il 2 agosto 2014 la Società Edizioni e Pubblicazioni (SEP) di Carlo Perrone, editrice del quotidiano, ha annunciato in un comunicato congiunto con l'Editrice La Stampa di John Elkann (Fiat Chrysler Automobiles), editrice de La Stampa, il progetto di fusione della SEP nella seconda, creando così una joint venture denominata "Italiana Editrice S.p.A.", partecipata da Fiat Chrysler Automobiles per il 77% e dalla famiglia Perrone per il 23%, compresa anche l'integrazione delle sussidiarie pubblicitarie e mass media, come Publikompass (di Ed. La Stampa), Publirama e Radio19 (entrambe di SEP).
Con questa operazione, a partire dal 1º gennaio 2015, è nato un gruppo editoriale composto da 240 giornalisti tra le redazioni dei due quotidiani e con una quota giornaliera di 260 000 copie vendute, alla pari degli altri maggiori gruppi editoriali, quali RCS MediaGroup, editore del Corriere della Sera, e Gruppo Editoriale L'Espresso, editore de la Repubblica.
Nel 2017 Italiana Editrice S.p.A. si è fusa con il Gruppo Editoriale L'Espresso per costituire il GEDI Gruppo Editoriale S.p.A..

## Archivio
La documentazione prodotta da Ferdinando Maria Perrone durante il periodo della sua attività nell'Ansaldo è conservata nel fondo Famiglia Perrone (estremi cronologici: 1843-1945) dell'Archivio storico Ansaldo della Fondazione Ansaldo (Gruppo Finmeccanica).

## Borsa di studio Ferdinando Maria Perrone
Tale borsa viene istituita nel 1929, destinata ad uno studente del terzo anno di applicazione regolarmente iscritto alla Regia Scuola d'Ingegneria Navale di Genova. "La somma capitale da cui deriva la borsa, di L. 100.000, donata dalla Società Gio Ansaldo & C. sarà investita in titoli nominativi dello Stato, intestati alla R. Scuola d'Ingegneria Navale di Genova con annotazione di vincolo a favore della borsa stessa".